# تشاه حسيني (دلغان)
تشاه حسيني (بالفارسية: چاه حسینی) هي قرية تقع في قسم دلغان الريفي (مقاطعة دلغان) في إيران. يقدر عدد سكانها بـ 65 نسمة بحسب إحصاء 2016.